# Tabouleh
Tabouleh, také tabbouleh, tabbúla (což nejvíc odpovídá arabské výslovnosti), taboulé či turecky kısır je salát pocházející z libanonské a syrské kuchyně podávaný jako předkrm (tzv. mezzés). Dnes je považovaný za libanonské národní jídlo.

## Historie
Původ pokrmu se datuje do středověku do horských oblastí Sýrie a Libanonu, domácí je ale v celé oblasti Levanty a postupně se rozšířil do celého světa spolu se stoupající popularitou bezmasých pokrmů. Jeho původ je nicméně částečně nejasný a autorství jídla je předmětem sporů mezi některými státy regionu. Název pochází z arabského tabil, což znamená okořenit.

## Složení
Základem taboulehu je bulgur doplněný zeleninou (především listy petržele, rajčata a cibulka nebo šalotka) a olivovým olejem, vodou a citronovou šťávou. Koření se mátou, pepřem a solí. Libanonská varianta typicky používá více zeleniny než bulguru. Severoafrická varianta pak používá jako základní surovinu kuskus. Tabouleh se podává jako předkrm, příloha nebo samostatné lehké jídlo. Tradičně se servíruje na listech římského salátu. Dnes se vyrábí i v mnoha alternativních verzích z květáku, s čočkou nebo cizrnou.